# クラウス・スリューテル
クラウス・スリューテル （Claus Sluter（1340頃 - 1405年/1406年））は、ハールレム出身のオランダ人彫刻家。美術史上、当時の北ヨーロッパでもっとも重要な彫刻家で、次世代のヤン・ファン・エイクらが完成させた初期フランドル派による「北方写実主義」の先駆者と見なされている。
スリューテルは、おそらくまずブリュッセルで活動し、その後ブルゴーニュ公国の首都であるディジョンに移った。ディジョンでは、1385年から1389年にかけてジャン・デ・マルヴィルの助手として、そしてブルゴーニュ公フィリップ2世の宮廷彫刻家として活躍した。1389年から死去するまで宮廷彫刻家兼大公の近侍 (en:valet de chambre) の地位にあり、死後その地位は甥に引き継がれた。
スリューテルは古代ギリシア・ローマ時代の壮大な規模で写実主義の人物彫刻像を復興した。後期の作品では表情、姿勢、そして衣服のドレープで彫刻された人物の感情を表現している。特に衣服の深い折り目の描写は多くの芸術家たちに模倣されるものとなり、多くの作品に表現された。彼のもっとも有名な作品はディジョン郊外にフィリップ2世が設立したシャンモル修道院のために作成された『モーゼの井戸』である。また、シャンモル修道院に安置されたフィリップ2世の棺の彫刻もほとんどが彼の手によるものである。この棺は修復されて、現在はディジョンの歴代公爵の宮殿に置かれている。